# Giuseppe Caselli
Giuseppe Caselli (* 5. Juli 1893 in Luzzara; † 19. Dezember 1976 in La Spezia) war ein italienischer Maler.

## Leben
Caselli wurde 1893 in Luzzara (Emilia-Romagna) geboren. Er war ein Schüler von Felice Del Santo und Antonio Discovolo. Im Jahr 1913 kam er in Kontakt mit dem Maler und Schriftsteller Lorenzo Viani. Während des Ersten Weltkriegs war Caselli in einem Konzentrationslager in Österreich inhaftiert.
Später studierte er an der Akademie der Bildenden Künste in Florenz. Seine ersten Gemälde markieren den Start des Divisionismus am Anfang des zwanzigsten Jahrhunderts und auch ein persönlicher Expressionismus, nahe der österreichischen revolutionären Bewegungen.
Im Jahr 1933 beteiligte sich Caselli in der „Golfo Malerei Auszeichnung von La Spezia“, organisiert von Filippo Tommaso Marinetti.
Caselli starb 1976 in La Spezia.